# Bel Amica
Bel Amica es un barco "fantasma" descubierto en la costa de Cerdeña, cerca de Punta Volpe, el 24 de agosto de 2006. La Guardia Costera italiana descubrió el barco sin tripulación aparente a bordo. Se abordó la nave y fue dirigida lejos de la costa rocosa y las aguas poco profundas. Una vez abordado el barco, se descubrió un plato de comida egipcia a medio consumir, mapas franceses de mares norteafricanos, una pila de ropa y una bandera de Luxemburgo.

## Descripción
El barco ha sido descrito como una goleta de "estilo clásico" nunca antes vista en Italia. La investigación descubrió que nunca había sido registrada en Italia o algún otro país. La única identificación a bordo del barco era una tableta de madera o "placa" (como se describió en algunos documentos) que decía Bel Amica, una probable escritura errónea de "Bella Amiga", que en italiano moderno se escribe "Bell'Amica".
Al poco tiempo de publicarse los informes originales, los periódicos italianos informaron que se había encontrado al dueño del barco. Se identificó al luxemburgués Franc Rouayrux como el propietario de la embarcación. El barco había sido dejado anclado mar adentro por razones algo oscuras, y Rouayrux declaró que esperaba volver al yate después de resolver una emergencia en su hogar. La prensa italiana sugirió que esto pudo ser un intento por evadir los altos impuestos a las embarcaciones de lujo.
Muchos informes de la época identificaban al Bel Amica como una goleta. Este término es asociado con frecuencia a embarcaciones de la era de la navegación a vela; sin embargo, es un simple nombre técnico para la disposición de las velas. Hoy en día se producen goletas de diversos tamaños. La errónea identificación de este yate moderno como un barco antiguo ahondó el misterio y probablemente contribuyó al breve interés internacional que la noticia despertó en su momento.